# 아크로바틱 체조

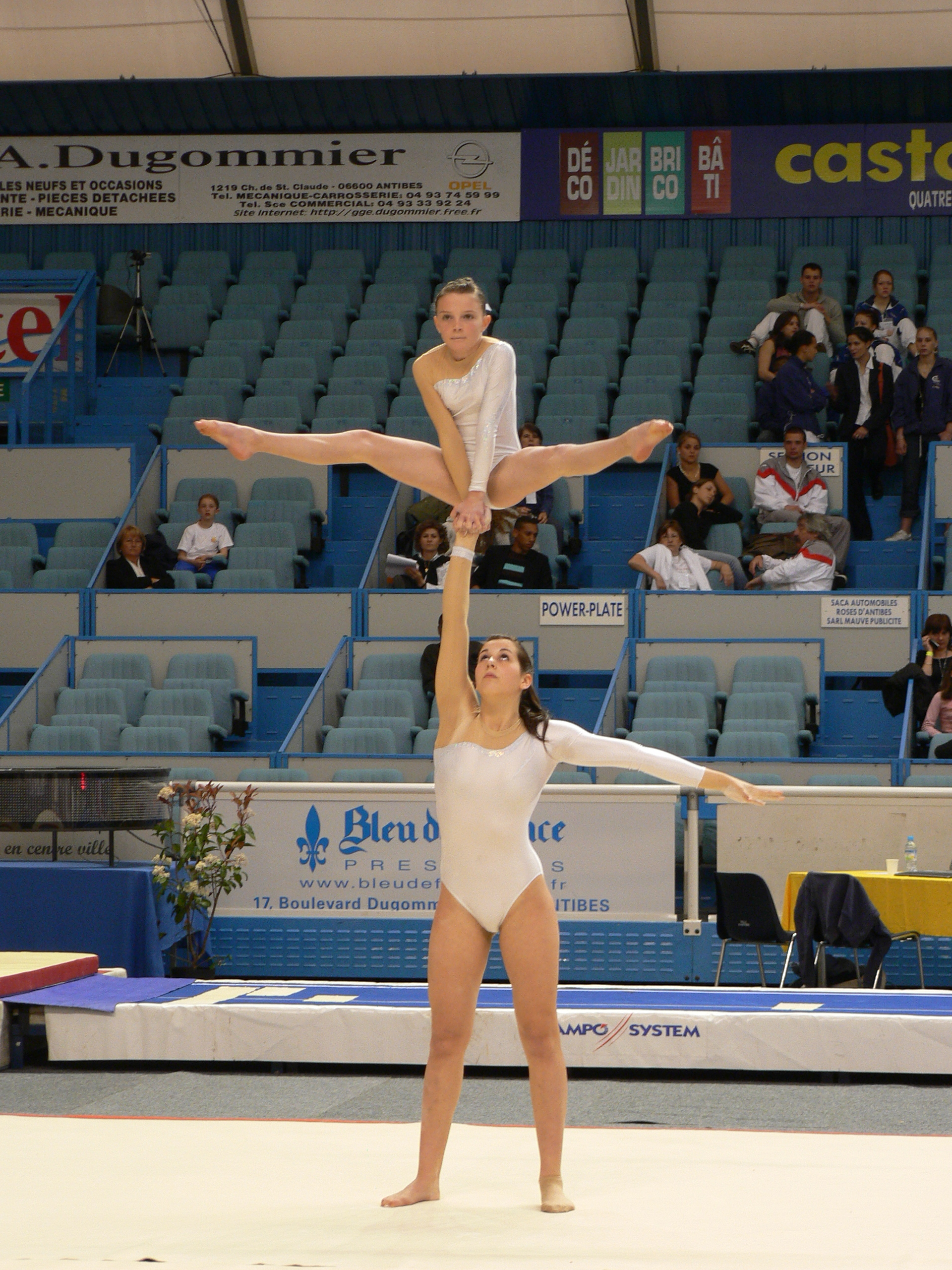
아크로바틱 체조

아크로바틱 체조(acrobatic gymnastics 애크러배틱 짐내스틱스[*])는 2명이 짝을 지어 체조를 하는 경기로, 음악, 춤, 체조 등의 요소가 포함된다.

## 같이 보기
- 곡예
- 에어로빅 체조